# Balša II
Balša II ou Balša Balšić (? - Savër 18 de setembro de 1385) foi um príncipe albanês. Reinou entre 1382 e 1385. Foi antecedido no trono por Carlos Thopia e sucedido novamento pelo mesmo Carlos Thopia, na sua segunda subida ao trono que desta vez reinou entre 1385 e 1387, seguindo-lhe Gjergj Thopia.